# Ida Moberg

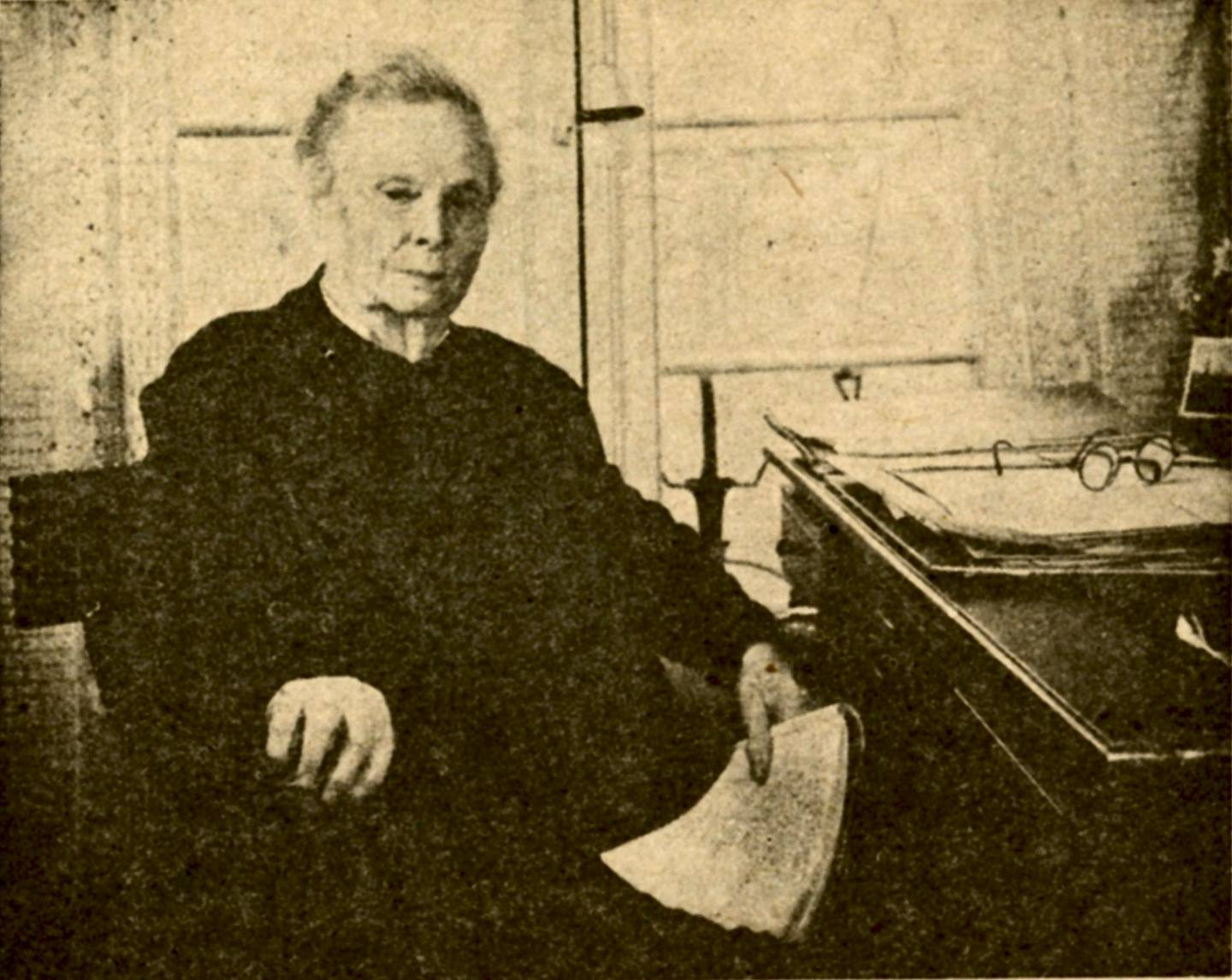
Ida Moberg år 1945.

Ida Georgina Moberg, född 13 februari 1859 i Helsingfors, död där 2 augusti 1947, var en finländsk kompositör och musikpedagog. 
Ida Moberg bedrev privat musikundervisning i Helsingfors från 1879. Hon studerade under flera perioder musik även utanför Finland med Jean Sibelius, Ilmari Krohn och Felix Draeseke. Hon skrev bland annat operan Asiens ljus, en symfoni samt kör- och solosånger. Totalt komponerade Moberg över 100 verk och vann tävlingar, men därefter har hon inte uppmärksammats särskilt mycket förrän på senare år då bland andra Göteborgs symfoniker spelat in en skiva med bara kvinnliga tonsättare. Det har harit svårt att få tag på noter och uppföra hennes verk.

### Uppslagsverk
- Moberg, Ida i Uppslagsverket Finland (webbupplaga, 2012). CC-BY-SA 4.0
- Moberg, Ida (1859–1947) i Kansallisbiografia (på finska).